# أوزيتشى

أوزيتشى هي مدينة تقع في غرب صربيا، في 2011 بلغ عدد سكان المدينة 78,040 نسمة.

## التاريخ

### العصر القديم
تم غزو المنطقة من قبل الإمبراطورية الرومانية في عام 168 قبل الميلاد، وتم تنظيمها في مقاطعة إليريكوم في 32-27 قبل الميلاد، وبعد 10م مقاطعة دالماتيا.

### العصور الوسطى
تم تسجيل استيطان السلاف في المنطقة عندما قامت القبائل السلافية بنهب الإمبراطورية الرومانية الشرقية،  ضمت الإمبراطورية البيزنطية المنطقة بعد عام 969, تم إنشاء القلعة القديمة على التل في منتصف القرن الرابع عشر، بعد وفاة الإمبراطور دوشان، في الفترة المعروفة باسم «سقوط الإمبراطورية الصربية» أصبحت أوتشيه تحت سيطرة فويسلاف فوينوفيتش أحد النبلاء في خدمة الإمبراطور أوروس الضعيف، عندما توفي فويسلاف سيطر ابن أخيه نيكولا ألتومانوفيتش على المنطقة، عندما مات أوروس بدأ أمراء المقاطعات الإمبراطورية السابقة في قتال بعضهم البعض،